# Plebicula splendens
Plebicula splendens är en fjärilsart som beskrevs av Stefanelli 1904. Plebicula splendens ingår i släktet Plebicula och familjen juvelvingar. Inga underarter finns listade i Catalogue of Life.